# ヤマハ・トライ
ヤマハ・トライ (TRY) は、ヤマハ発動機が販売していたスクータータイプの原動機付自転車である。1985年3月発売、現在は既に生産を終了している。

## 概要
ヒット作「ジョグ」の弟分に位置づけられ、若者層をメインターゲットとして開発された。
「トライアングルライン」という特徴あるデザインを採用し、リアキャリアもデザインに合わせて後方に傾斜して配置されたが使い勝手を考慮し水平タイプのオプション品も用意された。
車体色はイエロー・レッド・ブルーのカラフルな3色が用意されそれぞれが若々しい軽快感を持つ。
前輪に3.00-8インチ、後輪に2.75-10インチのタイヤを採用し、車両重量は乾燥で49kgとスクーターとしてかなり軽量であった。
軽量化のためキックスターター関係の部品は省略されエンジン始動はセルスターター専用となっていた。

搭載されるエンジンは、キュート用をベースとした片持ちクランク方式で最高出力5.0ps/7000rpm 最大トルク0.55kg-m/5500rpmを発揮する空冷2サイクル単気筒。キャブレターは右側面に配置され整備性が良い、自動給油オイルポンプは電動タイプを採用　駆動方式はVベルト式無段変速を採用していた。
片持ちクランクタイプは耐久力が低いと思われがちだが極端なボアアップをしない限りは特に問題はなくノーマルではスタートダッシュが良く高回転域の伸びも良好であった。
当時のメーカー希望小売価格は99,800円であった。